# 百寮訓要抄
百寮訓要抄（ひゃくりょうくんようしょう）は、南北朝時代に関白二条良基が室町幕府将軍足利義満のために執筆した有職故実の解説書。全1巻。
足利義満の将軍在任期に書かれたと考えられており、遅くても良基が死去した嘉慶2年（北朝元号/1388年）までには完成していたと考えられている。
義満は将軍就任から5年後の応安6年（1373年）に参議、永徳元年（1381年）に内大臣に昇り、朝廷の一員として活動する意向を示していた。武家との連携によって北朝の維持を図ろうとしていた良基は、その要望に応じて官職制度の故実・職掌などを解説するために執筆した。永徳期以後、朝廷の実権を掌握した義満に対して、朝政参加のために必要な官職に関する実用的な知識を伝授するとともに、官職制度を含めた朝廷の再興を期待する良基の意向が反映されていると考えられている。
『官職秘抄』・『職原鈔』と並んで中世を代表する官職制度の解説書であるが、漢文体で書かれた他の2書と違って漢字仮名交じり文で書かれていることが特徴である。また、良基の執政時代の北朝において、実際に行われていた官制に則して記述されており、令制や他の官職解説と異なる記述や任命されることが無くなっていた四等官主典級及び判官級の一部の記事が省かれている。その一方で一部に誤りが見られるものの、簡略平易な解説書として後世まで参考にされた。江戸時代には大塚嘉樹らによって注釈書が書かれている。
現在、写本は内閣文庫・静嘉堂文庫などに所蔵されている。